# Elizaveta Tuktamyševa
Elizaveta Sergeevna Tuktamyševa, detta Liza (in russo Елизавета Серге́евна Туктамышева?; Glazov, 17 dicembre 1996), è una pattinatrice artistica su ghiaccio russa.
È la campionessa del mondo 2015, vicecampionessa nel 2021 e campionessa europea 2015. Ha vinto la finale del Grand Prix 2014-2015. È campionessa nazionale 2013 e medaglia di bronzo ali Europei dello stesso anno.
A livello junior è la vincitrice dei giochi olimpici giovanili del 2012, vicecampionessa dei mondiali junior 2011 e del Grand Prix junior 2010.

## Programmi
| Stagione  | Programma corto | Programma libero | Esibizione |
| --------- | --- | --- | --- |
| 2022–2023 | Feeling Good eseguita da Nina Simone coreo. di Tatiana Prokofieva                                                                                          | Loneliness di Igor Krutoy coreo. di Ilya Averbukh | Toxic di Britney Spears |
| 2021–2022 | Freedom di Beyoncé coreo. di Adam Solya Oblivion di Astor Piazzolla eseguita da Misia coreo. di Ilya Averbukh                                              | Arabia di Hanine El Alam My Love ... Music (Darbuka Dance Music) di Artem Uzunov coreo. by Nikita Mikhailov | Satine's Entrance (dal musical Moulin Rouge!) eseguita da Karen Olivo Toxic di Britney Spears |
| 2020–2021 | Lovely di Billie Eilish e Khalid coreo. di Nikita Mikhailov Adagio of Spartacus and Phrygia di Aram Khachaturian coreo. di Anna Cappellini e Luca Lanotte  | Chronicles of a Mischievous Bird di Bhima Yunusov coreo. di Yuri Smekalov | Shallow (dal film A Star Is Born) eseguita da Lady Gaga e Bradley Cooper coreo. di Ilya Averbukh Destination Calabria di Alex Gaudino, in collaborazione con Crystal Waters Drumming Song di Florence + The Machine coreo. di Shae-Lynn Bourne            |
| 2019–2020 | Drumming Song di Florence + The Machine coreo. di Shae-Lynn Bourne Oblivion di Astor Piazzolla coreo. di Shae-Lynn Bourne                                  | You Don't Love Me di Caro Emerald Petite Fleur di The Hot Sardines Catgroove di Parov Stelar coreo. di Tatiana Prokofieva e E. Grez Caravan di Juan Tizol e Duke Ellington eseguita da The Hot Sardines Utt Da Zay eseguita da Andrey Makarevich e Yevgeniy Borets, in collaborazione con Irina Rodiles Bei Mir Bist Du Schön eseguita da The Hot Sardines coreo. di Tatiana Prokofieva | Destination Calabria di Alex Gaudino, in collaborazione con Crystal Waters Assassin's Tango di John Powell coreo. di Tatiana Prokofieva e P. Mitriashina Shallow (dal film A Star Is Born) eseguita da Lady Gaga e Bradley Cooper coreo. di Ilya Averbukh |
| 2018–2019 | Assassin's Tango di John Powell coreo. di Tatiana Prokofieva e P. Mitriashina                                                                              | You Don't Love Me di Caro Emerald Petite Fleur di The Hot Sardines Catgroove di Parov Stelar coreo. di Tatiana Prokofieva e E. Grez | Toxic di Britney Spears coreo. di Elizaveta Tuktamysheva |
| 2017–2018 | Pisando Flores di Ara Malikian coreo. di Adam Solya | Erinnerung eseguita da Efim Jourist Quartett coreo. di Adam Solya | |
| 2016–2017 | Carmina Burana di Carl Orff eseguita da Jeremy Olive coreo. di Benoît Richaud Piano Concerto n. 23 di Wolfgang Amadeus Mozart coreo. di Tatiana Prokofieva | Dance of the Sabres di Volker Barber Peer Gynt (Solveig's Song e In the Hall of the Mountain King) di Edvard Grieg coreo. di Stéphane Lambiel Cleopatra di Alex North coreo. di Emanuel Sandhu | Mambo Italiano di Gerard Darmon |
| 2015–2016 | Boléro di Maurice Ravel coreo. di Tatiana Prokofieva Carmina Burana di Carl Orff eseguita da Jeremy Olive coreo. di Benoît Richaud                         | Dance of the Sabres di Volker Barber Peer Gynt (Solveig's Song e In the Hall of the Mountain King) di Edvard Grieg coreo. di Stéphane Lambiel | I Put a Spell on You eseguita da Jeff Beck ft. Joss Stone coreo. di Stéphane Lambiel |
| 2014–2015 | Boléro di Maurice Ravel coreo. di Tatiana Prokofieva | Batwannis Beek di R.E.G. Project Sandstorm di La Bionda coreo. di Tatiana Prokofieva | Get Low di Dillon Francis e DJ Snake Koop Island Blues di Koop Adiós Nonino di Astor Piazzolla coreo. di Stéphane Lambiel |
| 2013–2014 | Adiós Nonino di Astor Piazzolla coreo. di Stéphane Lambiel Gopher Mambo di Yma Sumac coreo. di Tatiana Prokofieva e Anton Pimenov                          | Malagueña di Ernesto Lecuona coreo. di Jeffrey Buttle | Adiós Nonino di Astor Piazzolla coreo. di Stéphane Lambiel |
| 2012–2013 | Adiós Nonino di Astor Piazzolla coreo. di Stéphane Lambiel Love Story di Francis Lai coreo. di David Wilson                                                | Dark Eyes coreo. di David Wilson | Bésame Mucho (versione pianoforte e violino) Caravan (album "Mr. Bongo" del 1998) di Jack Costanzo Bésame Mucho (album "Marvellous" del 1994) di Michel Petrucciani coreo. di Georgi Kovtun Adiós Nonino di Astor Piazzolla coreo. di Stéphane Lambiel    |
| 2011–2012 | Adiós Nonino di Astor Piazzolla coreo. di Stéphane Lambiel                                                                                                 | Bésame Mucho (versione pianoforte e violino) Caravan (album "Mr. Bongo" del 1998) di Jack Costanzo Bésame Mucho (album "Marvellous" del 1994) di Michel Petrucciani coreo. di Georgi Kovtun | Harem di R.E.G. Project coreo. di Georgi Kovtun |
| 2010–2011 | Harem (da The Casbah) di R.E.G. Project coreo. di Georgi Kovtun                                                                                            | Asturias di Isaac Albéniz coreo. di Georgi Kovtun | In The Closet di Michael Jackson Harem di R.E.G. Project coreo. di Georgi Kovtun |
| 2009–2010 | Solveig's Song (da Peer Gynt) di Edvard Grieg coreo. di Georgi Kovtun                                                                                      | Asturias di Isaac Albéniz coreo. di Georgi Kovtun | Solveig's Song (da Peer Gynt) di Edvard Grieg |
| 2008–2009 | Gypsy Dance (da Don Chisciotte) di Ludwig Minkus | Memorie di una geisha di John Williams | Gypsy Dance (da Don Chisciotte) by Ludwig Minkus Giselle di Adolphe Adam |
| 2007–2008 | Pictures at an Exhibition di Modest Mussorgsky eseguita dall'Orchestra of Golden Light                                                                     | Swan Lake di Pyotr Tchaikovsky | |

## Risultati

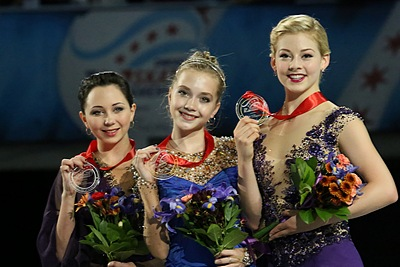
Tuktamysheva a Skate America 2014

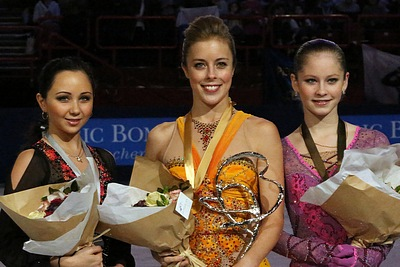
Tuktamysheva al Trophee Eric Bompard 2012

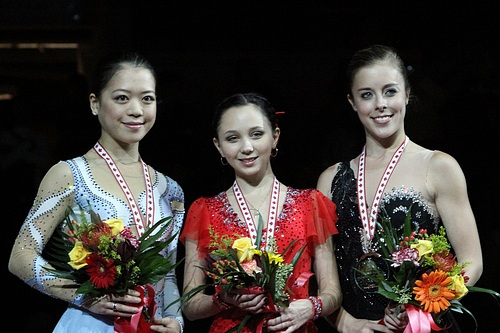
Tuktamysheva a Skate Canada International 2011

GP: Grand Prix; CS: Challenger Series (dalla stagione 2014-2015); JGP: Junior Grand Prix
| Internazionali | Internazionali | Internazionali | Internazionali | Internazionali | Internazionali | Internazionali | Internazionali | Internazionali | Internazionali | Internazionali | Internazionali | Internazionali | Internazionali | Internazionali | Internazionali | Internazionali | Internazionali |
| Evento | 2006–07        | 2007–08        | 2008–09        | 2009–10        | 2010–11        | 2011–12        | 2012–13        | 2013–14        | 2014–15        | 2015-16        | 2016-17        | 2017-18        | 2018-19        | 2019-20        | 2020-21        | 2021-22        | 2022-23        |
| --- | -------------- | -------------- | -------------- | -------------- | -------------- | -------------- | -------------- | -------------- | -------------- | -------------- | -------------- | -------------- | -------------- | -------------- | -------------- | -------------- | -------------- |
| Campionati mondiali |                |                |                |                |                |                | 10°            |                | 1°             |                |                |                |                |                | 2°             |                |                |
| Campionati europei |                |                |                |                |                |                | 3°             |                | 1°             |                |                |                |                |                | C              |                |                |
| GP Finale |                |                |                |                |                | 4°             | 5°             |                | 1°             |                |                |                | 3°             |                |                | C              |                |
| GP Trophée Eric Bompard |                |                |                |                |                | 1°             | 2°             |                |                | 5°             |                | 9°             |                |                |                |                |                |
| GP Cup of China |                |                |                |                |                |                |                |                | 1°             |                | 3°             | 7°             |                | 3°             |                |                |                |
| GP Rostelecom Cup |                |                |                |                |                |                |                | 4°             |                |                |                |                |                |                | 1°             | 2°             |                |
| GP NHK Trophy |                |                |                |                |                |                |                |                |                |                |                |                | 3°             |                |                |                |                |
| GP Skate America |                |                |                |                |                |                |                | 4°             | 2°             |                |                |                |                | 3°             |                |                |                |
| GP Skate Canada |                |                |                |                |                | 1°             | 4°             |                |                | 2°             | 4°             |                | 1°             |                |                | 2°             |                |
| CS Finlandia Trophy |                |                |                |                |                |                |                |                | 1°             |                | 4°             | 3°             | 1°             | 2°             |                | 2°             |                |
| CS Cup of Austria |                |                |                |                |                |                |                |                |                |                |                |                |                |                |                | R              |                |
| CS Golden Spin |                |                |                |                |                |                |                |                |                | 1°             | 2°             | 3°             |                | 1°             |                |                |                |
| CS Lombardia Trophy |                |                |                |                |                |                |                |                |                |                |                | 6°             | 1°             | 2°             |                |                |                |
| CS Nebelhorn Trophy |                |                |                |                |                |                |                |                | 1°             |                | 2°             |                |                |                |                |                |                |
| CS Warsaw Cup |                |                |                |                |                |                |                |                | 1°             | 1°             |                |                |                |                |                |                |                |
| Bavarian Open |                |                |                |                |                |                |                |                | R              |                |                |                |                |                |                |                |                |
| Cup of Nice |                | 1° N.          | 1° N.          |                | 1° J.          |                |                |                | 1°             | 1°             |                |                |                |                |                |                |                |
| Dragon Trophy |                |                |                |                |                |                |                |                |                |                |                |                | 1°             |                |                |                |                |
| Finlandia Trophy |                |                |                |                |                |                |                | 3°             |                |                |                |                |                |                |                |                |                |
| Golden Spin |                |                |                |                |                |                |                | 3°             |                |                |                |                |                |                |                |                |                |
| Nordics |                |                |                |                |                |                |                |                |                |                | 2°             |                |                |                |                |                |                |
| Sarajevo Open |                |                |                |                |                |                |                |                |                | 1°             |                |                |                |                |                |                |                |
| Universiadi |                |                |                |                |                |                |                |                |                |                | 4°             |                | R              |                |                |                |                |
| Internazionali junior |                |                |                |                |                |                |                |                |                |                |                |                |                |                |                |                |                |
| Olimpiadi giovanili |                |                |                |                |                | 1°             |                |                |                |                |                |                |                |                |                |                |                |
| Mondiali Junior |                |                |                |                | 2°             | R              |                |                |                |                |                |                |                |                |                |                |                |
| JGP Finale |                |                |                |                | 2°             |                |                |                |                |                |                |                |                |                |                |                |                |
| JGP Germania |                |                |                |                | 1°             |                |                |                |                |                |                |                |                |                |                |                |                |
| JGP Romania |                |                |                |                | 1°             |                |                |                |                |                |                |                |                |                |                |                |                |
| Nazionali |                |                |                |                |                |                |                |                |                |                |                |                |                |                |                |                |                |
| Evento | 2006–07        | 2007–08        | 2008–09        | 2009–10        | 2010–11        | 2011–12        | 2012–13        | 2013–14        | 2014–15        | 2015-16        | 2016-17        | 2017-18        | 2018-19        | 2019-20        | 2020-21        | 2021-22        | 2022-23        |
| Campionati russi |                | 10°            | 2°             | 3°             | 3°             | 6°             | 1°             | 10°            | 2°             | 8°             | 6°             | 7°             | R              | 4°             | 7°             | 6°             | 3°             |
| Campionati russi junior | 8°             | 9°             | 2°             | 4°             | 1°             |                |                |                |                |                |                |                |                |                |                |                |                |
| Eventi a squadre |                |                |                |                |                |                |                |                |                |                |                |                |                |                |                |                |                |
| World Team Trophy |                |                |                |                |                |                | 4° T (10° P)   |                | 2° S (1° P)    |                |                |                | 3° S (1° P)    |                | 1° S (3° P)    |                |                |
| Japan Open |                |                |                |                |                | 2° S (1° P)    |                |                |                | 3° S (3° P)    |                |                |                |                |                |                |                |
| R = Ritirata; C = Evento cancellato Categorie: N. = Novice; J. = Junior S = Risultato della squadra; P = Risultato personale. |                |                |                |                |                |                |                |                |                |                |                |                |                |                |                |                |                |

## Risultati in dettaglio

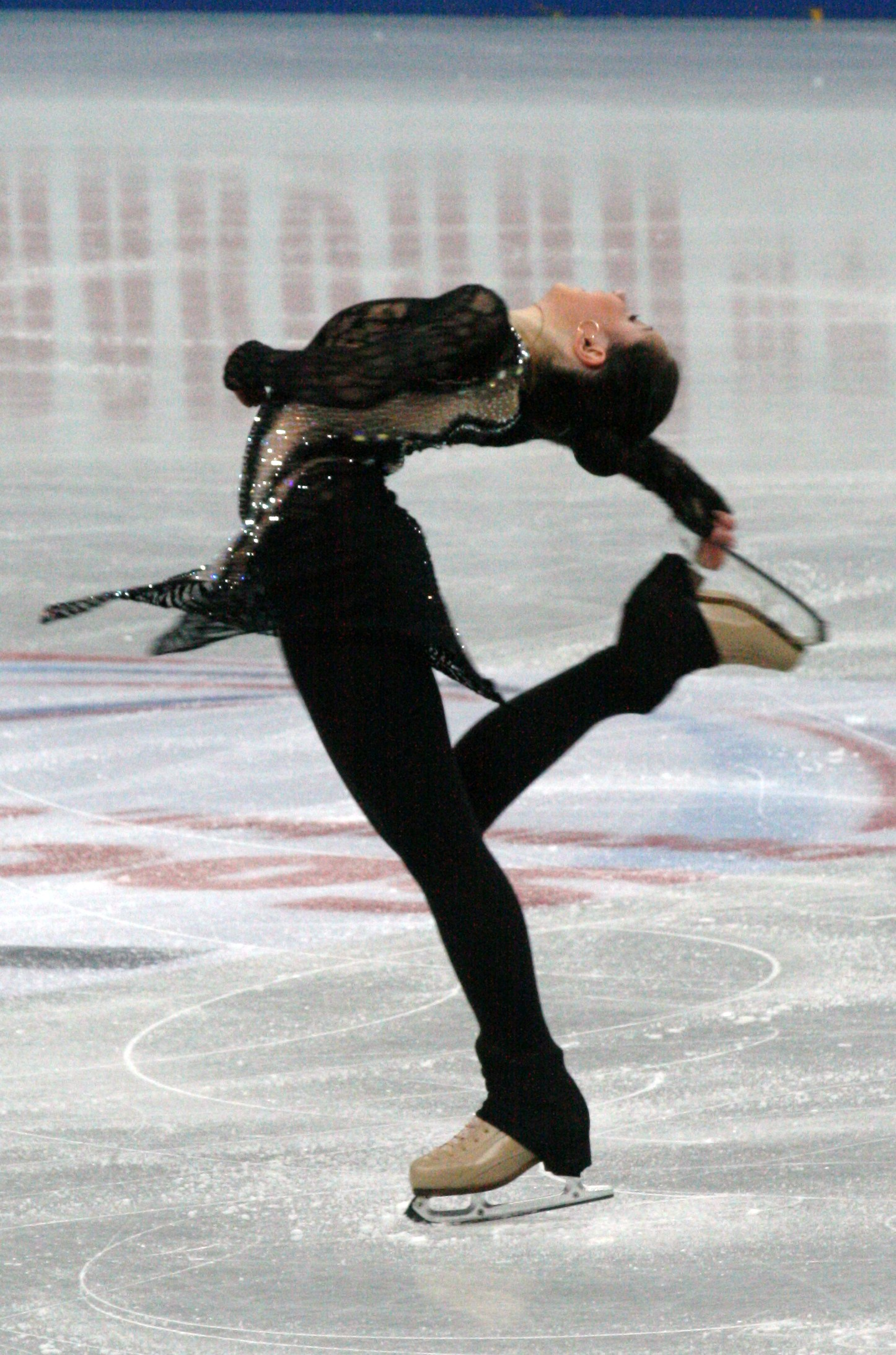
Tuktamysheva alla Finale Grand Prix 2012-2013

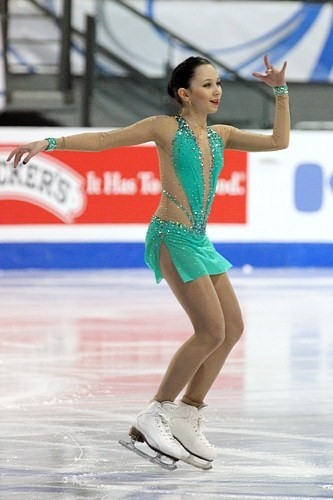
Tuktamysheva alla Finale Grand Prix 2011-2012

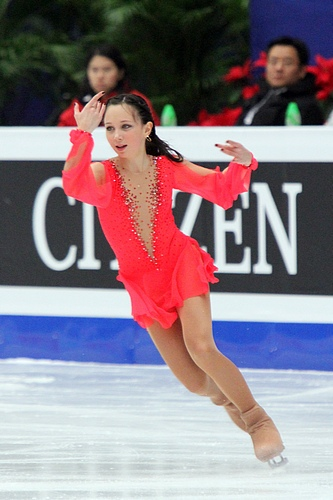
Tuktamysheva alla Finale Grand Prix Junior 2010-2011

| stagione 2015-2016   | stagione 2015-2016              | stagione 2015-2016 | stagione 2015-2016 | stagione 2015-2016 | stagione 2015-2016 |
| Date                 | Evento                          | PC                 | PL                 | Totale             |                    |
| -------------------- | ------------------------------- | ------------------ | ------------------ | ------------------ | ------------------ |
| 2-5 dicembre 2015    | Golden Spin of Zagreb 2015      | 1 69.48            | 1 131.85           | 1 201.33           |                    |
| 26-29 novembre 2015  | Warsaw Cup 2015                 | 1 64.18            | 1 128.75           | 1 192.93           |                    |
| 13-15 novembre 2015  | Trophée Eric Bompard 2015       | 5 56.21            | Cancellato         | 5 56.21            |                    |
| 30 ott.-1º nov 2015  | Skate Canada International 2015 | 7 55.37            | 1 133.62           | 2 188.99           |                    |
| 15-18 ottobre 2015   | International Cup of Nice 2015  | 2 59.12            | 1 120.11           | 1 179.23           |                    |
| 3 ottobre 2015       | Japan Open 2015                 | -                  | 3 128.34           | 3T/3P              |                    |
| stagione 2014-2015   |                                 |                    |                    |                    |                    |
| Date                 | Evento                          | PC                 | PL                 | Totale             |                    |
| 23-29 marzo 2015     | Campionati mondiali 2015        | 1 77.62            | 1 132.74           | 1 210.36           |                    |
| 11-15 febbraio 2015  | Bavarian Open 2015              | 1 66.75            | -                  | -                  |                    |
| 28 gen.-1º feb. 2015 | Campionati europei 2015         | 2 69.02            | 1 141.38           | 1 210.40           |                    |
| 24-28 dicembre 2014  | Campionati nazionali russi 2014 | 2 73.62            | 2 138.73           | 2 212.35           |                    |
| 11-14 dicembre 2014  | Finale Grand Prix 2014-2015     | 1 67.52            | 1 136.06           | 1 203.58           |                    |
| 21-24 novembre 2014  | Warsaw Cup 2014-2015            | 1 67.83            | 1 128.83           | 1 196.66           |                    |
| 7-9 novembre 2014    | Cup of China 2014               | 2 67.99            | 1 128.61           | 1 196.60           |                    |
| 24-26 ottobre 2014   | Skate America 2014              | 1 67.41            | 2 122.21           | 2 189.62           |                    |
| 15-19 ottobre 2014   | International Cup of Nice 2014  | 1 65.15            | 1 121.55           | 1 186.70           |                    |
| 9-12 ottobre 2014    | Finlandia Trophy 2014-2015      | 1 67.05            | 1 126.26           | 1 193.31           |                    |
| 25-27 settembre 2014 | Nebelhorn Trophy 2014-2015      | 2 64.94            | 1 127.71           | 1 192.65           |                    |
| stagione 2013-2014   |                                 |                    |                    |                    |                    |
| Date                 | Evento                          | PC                 | PL                 | Totale             |                    |
| 24-26 dicembre 2013  | Campionati nazionali russi 2013 | 9 59.81            | 9 115.78           | 10 175.59          |                    |
| 5-8 dicembre 2013    | Golden Spin of Zagreb 2013      | 3 58.81            | 3 110.43           | 3 169.24           |                    |
| 22-24 novembre 2013  | Rostelecom Cup 2013             | 5 60.16            | 5 111.71           | 4 171.87           |                    |
| 18-20 ottobre 2013   | Skate America 2013              | 9 53.20            | 3 123.55           | 4 176.75           |                    |
| 4-6 ottobre 2013     | Finlandia Trophy 2013           | 6 52.13            | 2 121.32           | 3 173.45           |                    |
| stagione 2012-2013   |                                 |                    |                    |                    |                    |
| Date                 | Evento                          | PC                 | PL                 | Totale             |                    |
| 11-14 aprile 2013    | World Team Trophy 2013          | 10 49.94           | 8 102.22           | 10 152.16          |                    |
| 13-17 marzo 2013     | Campionati Mondiali 2013        | 14 54.72           | 8 119.52           | 10 174.24          |                    |
| 23-27 gennaio 2013   | Campionati europei 2013         | 4 57.18            | 1 131.67           | 3 188.85           |                    |
| 25-28 dicembre 2012  | Campionati nazionali russi 2012 | 1 69.50            | 1 127.07           | 1 196.57           |                    |
| 6-9 dicembre 2012    | Finale Grand Prix 2012-2013     | 5 56.61            | 2 117.14           | 5 173.75           |                    |
| 16-18 novembre 2012  | Trophée Eric Bompard 2012       | 3 58.26            | 2 121.36           | 2 179.62           |                    |
| 26-28 ottobre 2012   | Skate Canada International 2012 | 6 55.10            | 3 112.90           | 4 168.00           |                    |